# Преображенська сільська рада (Юр'ївський район)
| Преображенська сільська рада — орган місцевого самоврядування у Юр'ївському районі Дніпропетровської області з адміністративним центром у с. Преображенка. Преображенська сільська рада розташована в центральній частині Юр'ївського району Дніпропетровської області, за 25 км від районного центру. Сільській раді підпорядковані населені пункти: - c. Преображенка - с. Білозерське - с. Голубівське - с. Новомосковське - с. Первомайське |

## Склад ради
Рада складається з 14 депутатів та голови.

## Керівний склад сільської ради
| ПІБ                            | Основні відомості                                                                              | Дата обрання | Дата звільнення |
| ------------------------------ | ---------------------------------------------------------------------------------------------- | ------------ | --------------- |
| Компанієць Валентин Михайлович | Сільський голова, 1953 року народження, освіта, член народної партії                           | 26.03.2006   | 31.10.2010      |
| Компанієць Валентин Михайлович | Сільський голова, 1953 року народження, освіта вища, член Всеукраїнського об'єднання «Громада» | 31.10.2010   |                 |

Примітка: таблиця складена за даними джерела

## Соціальна сфера
На території сільської ради знаходяться такі об'єкти соціальної сфери:
- Преображенська загальноосвітня середня школа;
- Преображенський фельдшерський пункт;
- Преображенський сільський будинок культури;
- Преображенська бібліотека філія № 9.